# Maria Mena

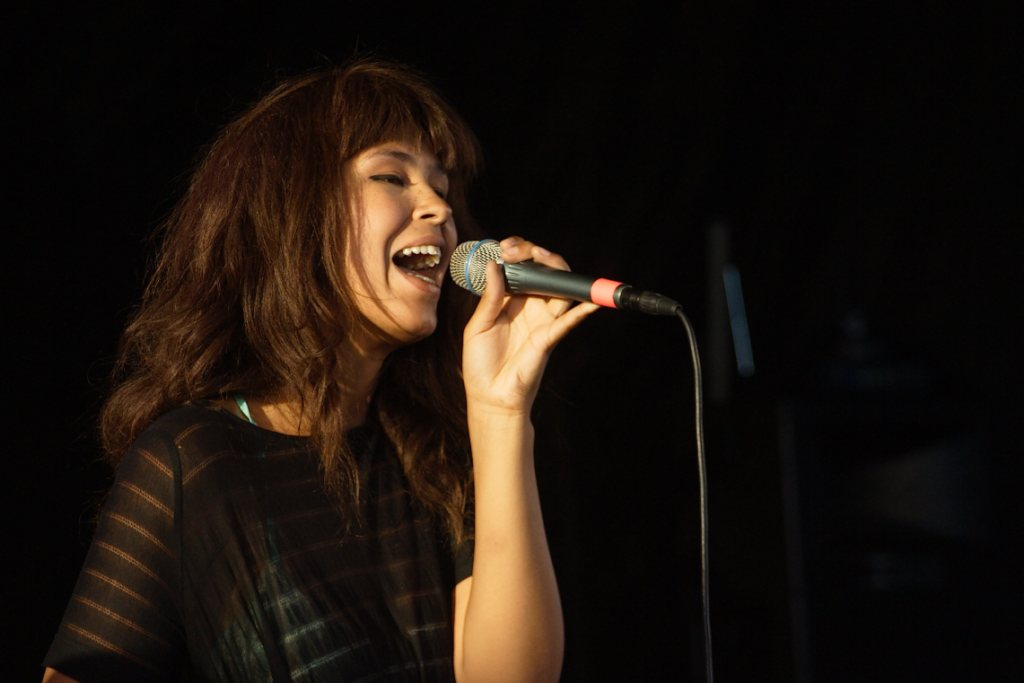
Maria Mena 2008-ban

Maria Viktoria Mena (Oslo, 1986. február 19. –) norvég popénekesnő.

## Gyermekkora
Maria Mena művészcsaládba született, anyja drámaíró, apja dobos. Maria és bátyja, Tony mindketten Leonard Bernstein West Side Storyjának főszereplői után kapták keresztnevüket. Maria Mena anyja norvég, apja nicaraguai származású.
Édesapja különböző oslói zenekarokkal játszott, ami arra ösztönözte Mariát, hogy saját zenét szerezzen és játsszon. 9 éves volt, amikor szülei elváltak. Ez súlyosan megviselte, depresszióval és étkezési zavarokkal küszködött jó darabig.
13 évesen apjához költözött. Énekelt és dalszövegeket írt, mintegy fájdalma enyhítéseként. A My Lullaby (Az én altatódalom) éppen a szülei válása miatti keserűségét fejezi ki. Maria kérésére apja a könnyűzene iparban szerzett kapcsolatait felhasználva elintézte, hogy a lány rögzíthesse első demóját, majd elküldte a felvételt jó néhány lemezcégnek. A Sony hamarosan fel is fedezte a fiatal tehetséget.

## Pályafutása és sikerei
2002-ben debütált első szólólemezével (Fragile) Norvégiában, ez azonban nem jutott fel a sikerlistákra. A második próbálkozás, a My Lullaby viszont azonnal a norvég slágerlista 5 helyére ugrott. A dalt sűrűn adták a rádiók és a tinédzser énekesnő hamarosan komoly rajongótábort szerzett, a dalból pedig platinalemez lett. A My Lullaby sikere után gyorsan megszületett az első album is (Another Phase), amely a norvég album-sikerlista 6. helyére került.
2004. július 20-án David Letterman meghívta Menát Késői Talkshow-jába annak apropóján, hogy bemutatkozó nemzetközi albuma, a White Turns Blue a Billboard Top Heatseekers Listájának élére került egy héttel az után, hogy feljutott a Billboard 200-as listára 102.-ként. A nagy áttörést még ugyanebben az évben a You’re the Only One hozta meg, amely világszerte a slágerlistákra került. Ez volt az egyetlen dala, amely felkerült a világ legnagyobb slágereit felvonultató amerikai Billboard Top 40 Mainstream-re 25.-ként. A holland Top 40-en a 30. helyen landolt, ugyancsak Hollandiában a Mega Single Top 100-as listán pedig 19. lett. Ekkor Norvégiában Mena már második albumát dobta piacra, és bár a Mellow-nak nem volt akkora visszhangja, mint az első albumnak, így is a norvég slágerlista 7. helyéig jutott. A mindkét albumon szereplő Just a Little Bit megjelent szólólemezként is, de gyakorlatilag kereskedelmi bukásnak számított, nem jutott fel egy listára sem.
Az Apperently Uneffected 2005-ben jelent meg Norvégiában és különböző európai országokban, vezető dalai a Miss You Love és a Just Hold Me. Az album hatalmas siker lett Norvégiában, 3 Spellemann-díj jelölést is kapott a Legjobb női énekes, Legjobb dal és Legjobb Zenei Video kategóriában. Hollandiában az album 2006 júniusában került a boltokba és a slágerlista 85. helyéről 27 hét alatt felaraszolt a 11. helyre. A Just Hold Me single-ként már májusban bemutatkozott az éterben, de a Top 40-re nem jutott fel, viszont a Mega Single Top 100-on 27. lett. 2006 októberében a dalt ismét sűrűn sugározták a rádiók, és ekkor a holland Top 40-en a 26. helyig jutott. November elején a Mega Single Top 100-on elérte a 7. helyet, Mena pedig telt házas koncerteket adott Utrechtben és Amszterdamban. Az album 48. lett az éves holland sikerlistán, megelőzve Pink I’m Not Dead-jét, Nelly Furtado Loose-át, és Beyoncé B’Day-jét is. A Miss You Love szólólemezként a Mega Single Top 100-on a 61. helyig jutott Hollandiában.
2007 júniusában Mena fellépett a világszerte egyidejűleg zajló Live Earth koncertek hamburgi eseményén Németországban.
A Belly Up rádiópremierje 2008 júniusának közepén volt Norvégiában. Ez volt az első szólólemez a Cause and Effect című albumról, amely szeptember 17-én jelent meg. Az All This Time című dal nemzetközi szólólemezként került a boltokba. Maga az album a világpiacon 2008. szeptember 26-án jelent meg és Mena végre elnyerte vele a Legjobb női énekesnek járó Spelleman-díjat.
Maria Mena Sorry című dala szerepelt az USA-ban nagy sikerrel sugárzott So You Think You Can Dance harmadik évadjában, a What’s Another Day-t pedig ugyan ebben a sorozatban, a negyedik évadban tűzték műsorra.

## Albumai
- Another Phase - 2002
- Mellow - 2004
- White Turns Blue - 2004
- Apparently Unaffected - 2005
- Cause and Effect - 2008
- Viktoria - 2011
- Weapon in Mind - 2013
- Growing Pains - 2015